# Barrage de Saint-Cassien
Le barrage de Saint-Cassien est un barrage en remblai, à l'extrémité sud-est du lac de Saint-Cassien, dans le département du Var en région Provence-Alpes-Côte d'Azur.

## Géographie
Situé dans la vallée varoise de la Siagne, le barrage de Saint-Cassien fait partie d'un groupement d'exploitations hydrauliques qui emploie 70 agents au sein de l'Unité de Production Méditerranée d'EDF. Sur la rivière le Biançon, il permet de stocker 60 millions de m3 d'eau pour produire de l'énergie et alimenter plusieurs communes des Alpes-Maritimes.

## Histoire
Les travaux du barrage ont débuté en 1962 et se sont achevés en 1966. Depuis cette date, l’installation participe au dynamisme du territoire en favorisant notamment l’essor du tourisme, mais facilite également la gestion de la ressource en eau, en collaboration avec le Syndicat de l’eau potable du grand bassin cannois. Comme le précisait la directrice d'exploitation pour la production hydraulique, Martine Giuge, à Var-Matin : « Le barrage de Saint-Cassien sert surtout de complément de puissance, pour faire face à des pics de consommation d'énergie ».

## Caractéristiques techniques
- Hauteur : 66 mètres
- Longueur : 210 mètres
- Largeur : 380 mètres

Le barrage de Saint-Cassien est qualifié de « barrage en remblai ». Au niveau des mesures de sécurité, un « plan particulier d’intervention, établi sous l’autorité du préfet, définit l’organisation des secours » en cas d’événement susceptible d’affecter la population et/ou l’environnement. Selon le comité syndical des Gorges de la Siagne, « l’usine électrique de Saint-Cassien, bâtie sur la commune de Tanneron, a une puissance de 20 mégawatts qui assure une production énergétique de 44 millions de kWh par an ».